# Partito Popolare per la Libertà e la Democrazia
Il Partito Popolare per la Libertà e la Democrazia (in olandese Volkspartij voor Vrijheid en Democratie, VVD) è un partito politico olandese di stampo liberale conservatore.

## Storia

### Dalla fondazione al 1970

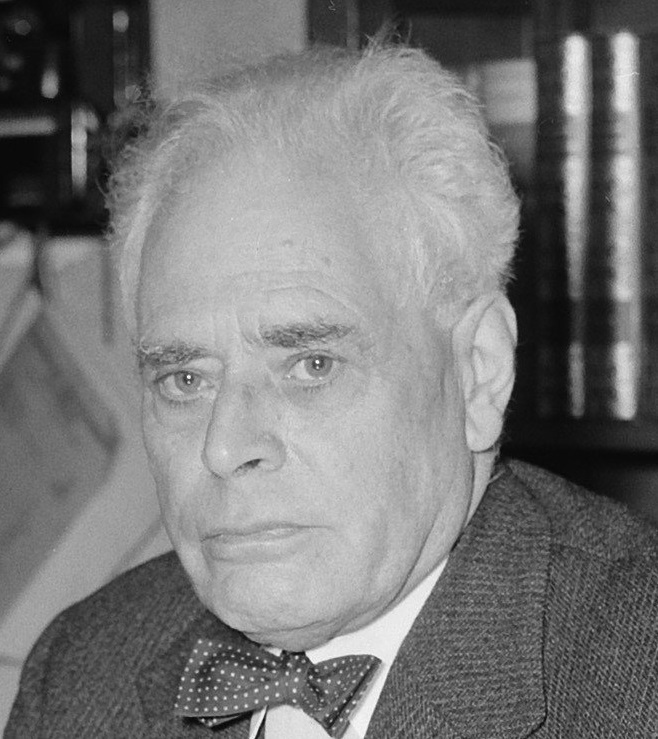
Pieter Oud, cofondatore e leader dal 1948 al 1963

Il VVD è stato fondato nel 1948 quale continuatore dell'esperienza del Partito della Libertà, a sua volta erede del Partito Liberale di Stato. Ad esso si erano uniti i liberali fuoriusciti dal PvdA, eredi della Lega Libero-Democratica. Dal 1948 al 1952 il VVD prese parte al governo con i cristiano-democratici ed il PvdA. Dopo le elezioni del 1952 passavano all'opposizione. Nelle elezioni del 1956 ottennero 9 seggi, ma non presero parte al governo.
Alle politiche del 1959 ottennero 19 seggi e formarono un governo con i partiti cristiano-democratici. Nelle elezioni del 1963 il VVD perse tre seggi, ma rimase al governo. Iniziò, però, un periodo di divisioni interne al partito, che portò alla fuoriuscita di alcuni esponenti della sinistra che diedero vita al Centro Liberal Democratico (Liberaal Democratisch Centrum, LCD), dalle cui file poi nacquero i Democratici 66. Nel elezioni del 1967 il VVD rimase stabile e continuò a prendere parte al governo.

### Dal 1970 al 2000
Nelle elezioni del 1971 il VVD perse un seggio, ma entrò al governo con i partiti cristiano-democratici e i socialdemocratici di DS70. Nelle elezioni del 1972, grazie alle politiche più aperte ai temi sociali del nuovo leader, Hans Wiegel, il VVD guadagnò sei seggi, ma fu escluso dal governo. Alle elezioni del 1977, grazie alla forte opposizione svolta, il VVD ottenne 28 seggi e formò, con il CDA, un governo che aveva una maggioranza di soli due seggi. Nel 1981 il VVD perse due seggi e la CDA lo sostituì al governo con i D66 ed il PvdA. Il governo però durò appena un anno ed alle elezioni del 1982 il nuovo leader Nijpels portò il VVD a 36 seggi ed al governo con il CDA.
Nel 1986 il VVD perse 9 seggi, ma il governo mantenne la sua maggioranza. Nijpels fu sostituito da Joris Voorhoeve. Nelle elezioni del 1989, il VVD ottenne 22 seggi, perdendone 5, e fu sostituito al governo dal PvdA. Leader divenne Frits Bolkestein, che nonostante avesse portato il VVD al governo si caratterizzò sempre per i toni da opposizione e per la sua politica di pungolo alla compagine governativa. Nelle elezioni del 1994 Bolkestein portò, infatti, il partito a 31 seggi e nacque un governo "viola" (VVD e D66 "blu" e PvdA "rossi"), governo confermato nel 1998 con i VVD che conquistarono 38 seggi. Bolkestein nel 1999 fu nominato membro della Commissione europea e fu sostituito da Hans Dijkstal, un socio-liberale.

### Dal 2000 ad oggi

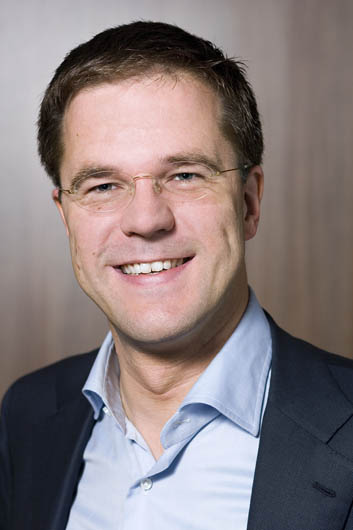
Mark Rutte, leader dal 2006 al 2023 e ministro-presidente dal 2010 al 2024

Alle elezioni del 2002, con la campagna elettorale contrassegnata dall'omicidio del leader di destra Pim Fortuyn, il VVD ottenne 24 seggi, perdendone 14, e diede vita ad un governo con il CDA e i candidati senza leader della Lijst Pim Fortuyn. Il governo però durò appena un anno. Nelle elezioni del 2003 il VVD, avendo fatto proprie alcune proposte tipiche della LPF, ottenne 28 seggi ed è entrato a far parte di un governo con il CDA e i D66. Alle municipali del 2006, però, il partito ha perso molti consiglieri. 
Con le elezioni anticipate del 2006 il quadro politico olandese si è particolarmente complicato. Si è rafforzato, infatti, il Partito Socialista, il partito più a sinistra, che ha guadagnato ben 17 seggi (25 seggi totali), ed ha ottenuto un buon risultato il Partito Per la Libertà (PVV), che ha conquistato 9 seggi. Il PVV è un partito conservatore nato da una scissione del VVD. Hanno perso consensi tutti i partiti maggiori: il CDA (-3), il PvdA (-10), la Lista Pim Fortuyn (-8), che non ha più deputati. Penalizzato dalla presenza del PVV, il VVD è sceso dal 17,91% al 14,67%. I Liberali hanno, così, perso 6 seggi (22 seggi) e sono stati superati dai Socialisti, che diventano il terzo partito della Camera bassa. Il VVD è passato quindi all'opposizione di un governo composto da democristiani (CDA), socialdemocratici (PvdA) e socio-conservatori (Unione Cristiana).
Alle elezioni del 2010 i liberali incrementarono i propri consensi del 5,82%, salendo al 20,49% e tornando ad essere il primo partito olandese. Anche altri partiti incrementarono i propri consensi: i socio-liberali di D66 (+4,9%), gli ecologisti di GL (+2%), ma soprattutto i populisti del Partito per la Libertà (+9,4%). Sonora sconfitta la subirono i democristiani del CDA (-12,8%) e il Partito Socialista (-7,7%). A seguito delle elezioni del 2010, il VVD diventa il partito di maggioranza a capo di un Governo di minoranza guidato da in alleanza con il CDA e con l'appoggio parlamentare del PVV.
L'azione dell'esecutivo di Mark Rutte si concentra sull'equilibrio di bilancio e la riduzione del deficit nazionale, supportando fortemente la linea di rigore ed austerity promossa dalla Germania di Angela Merkel. Il 21 aprile 2012 il PVV ritira il suo appoggio all'esecutivo, provocando la crisi di governo; il 23 aprile il premier Rutte rassegna le sue dimissioni. 
Alle successive elezioni nel settembre 2012 il VVD si riconferma primo partito, ottenendo il 26,58% dei voti e 41 seggi alla Camera, il risultato più alto nella sua storia. Nasce il Governo-Rutte II, in coalizione con il Partito del Lavoro per un totale di 79 seggi su 150.
Nelle elezioni del 2017, seppure in calo di ben cinque punti percentuali, il VVD rimane la prima forza politica col 21,29% dei voti. Da questo risultato Mark Rutte riuscirà a formare il suo terzo esecutivo, composto da una coalizione quadripartita (VVD, CDA, D66 ed Unione Cristiana).
Per le europee del 2019 i liberali vedono un ulteriore calo dei consensi, fermandosi al 14,64% e venendo superati dai laburisti che tornano prima forza politica olandese.

## Ideologia
Il VVD nasce come un partito liberale "centrista". Nel 1971 vide la "fuoriuscita" di alcuni esponenti "socio-liberali" poi confluiti nei D66, mentre nel secondo decennio del XXI secolo ha visto nascere alla sua destra il PVV, partito di stampo populista. È membro dell'ALDE e dell'Internazionale Liberale.
- Economia e finanza
  - Stato minimo
  - Laissez-faire
  - Tassazione bassa
  - Economia di mercato
  - Sviluppo sostenibile
  - Pareggio di bilancio
- Governo e affari sociali
  - Deregulation
  - Separazione tra Stato e Chiesa
  - Minimizzazione della cittadinanza multipla
  - Emancipazione
  - Appoggio al Matrimonio tra persone dello stesso sesso
  - Assimilazione culturale
  - Diritti degli animali
  - Sobria cura dei rifugiati
- Politica estera e leggi
  - Europeismo
  - Atlantismo
  - Internazionalismo
  - Multilateralismo
  - Contro l'invasione di terreni o edifici
  - Distinzione tra droghe leggere e droghe pesanti.
- Salute
  - Assistenza sanitaria universale
  - Appoggio alla ricerca sulle cellule staminali
  - Pro-Scelta sull'aborto
  - Eutanasia legale
  - appoggio al certificato COVID digitale dell'UE

## Scissioni
- 2006 – Partito per la Libertà
- 2007 – Trots op Nederland

## Struttura

### Leadership

#### Leader
- Pieter Oud (28 gennaio 1948 – 16 maggio 1963)
- Edzo Toxopeus (16 maggio 1963 – 1º ottobre 1969)
- Molly Geertsema (1º ottobre 1969 – 1º luglio 1971)
- Hans Wiegel (1º luglio 1971 – 20 aprile 1982)
- Ed Nijpels (20 aprile 1982 – 9 luglio 1986)
- Rudolf de Korte (9 luglio 1986 – 15 dicembre 1986)
- Joris Voorhoeve (15 dicembre 1986 – 30 aprile 1990)
- Frits Bolkestein (30 aprile 1990 – 30 luglio 1998)
- Hans Dijkstal (30 luglio 1998 – 16 maggio 2002)
- Gerrit Zalm (16 maggio 2002 – 27 novembre 2004)
- Jozias van Aartsen (27 novembre 2004 – 8 marzo 2006)
- Mark Rutte (31 maggio 2006 - 14 agosto 2023)
- Dilan Yeşilgöz-Zegerius (dal 14 agosto 2023)

#### Presidente
- Dirk Stikker (24 gennaio 1948 – 7 agosto 1948) 
  - Vacante (7 agosto 1948 – 8 aprile 1949)
- Pieter Oud (8 aprile 1949 – 9 novembre 1963)
- Kornelis van der Pols (9 novembre 1963 – 29 marzo 1969)
- Haya van Someren (29 marzo 1969 – 15 marzo 1975)
- Frits Korthals Altes (15 marzo 1975 – 22 maggio 1981)
- Jan Kamminga (22 maggio 1981 – 29 novembre 1986)
- Leendert Ginjaar (29 novembre 1986 – 4 ottobre 1991)
- Dian van Leeuwen-Schut (4 ottobre 1991 – 27 maggio 1994)
- Willem Hoekzema (27 maggio 1994 – 28 maggio 1999)
- Bas Eenhoorn (28 maggio 1999 – 28 novembre 2003)
- Jan van Zanen (28 novembre 2003 – 23 maggio 2008)
- Ivo Opstelten (23 maggio 2008 – 14 ottobre 2010) 
  - Vacante (14 ottobre 2010 – 22 maggio 2011)
- Benk Korthals (22 maggio 2011 – 14 giugno 2014)[2][3][4]
- Henry Keizer (14 giugno 2014 – 18 maggio 2017)[5][6][7]
  - Vacante (18 maggio 2017 – 25 novembre 2017)
- Christianne van der Wal (25 novembre 2017 – 10 gennaio 2022)
- Onno Hoes (10 gennaio 2022 – 7 ottobre 2022 ad interim)
- Eric Wetzels (dal 7 ottobre 2022)

#### Vicepresidente
- Pieter Oud (28 gennaio 1948 – 8 aprile 1949)
- Harm van Riel (8 aprile 1949 – 15 maggio 1963)
- Johan Witteveen (15 maggio 1963 – 24 luglio 1963)
- Hans Roelen (24 luglio 1963 – 16 luglio 1969)
- Henk Talsma (16 luglio 1969 – 1978)
- Hendrik Toxopeus (1978 – 1979)
- Jan Kamminga (1979 – 22 maggio 1981)
- Liesbeth Tuijnman (22 maggio 1981 – dicembre 1985)
- Ivo Opstelten (febbraio 1986 – 22 maggio 1993)
- Jan Gmelich Meijling (22 maggio 1993 – 22 agosto 1994)
- Ronald Haafkens (22 agosto 1994 – 28 maggio 1999)
- Sari van Heemskerck Pillis-Duvekot (28 maggio 1999 – 2004, copresidente)
- Rudolf Sandberg tot Essenburg  (28 maggio 1999 – 2000, copresidente)
- Paul Tirion (2000 – 2001, copresidente)
- Mark Harbers (2001 – 2005, copresidente)
- Ines Adema (2004 – 4 aprile 2008, copresidente)
- Rogier van der Sande (2005 – 4 aprile 2008, copresidente)
- Mark Verheijen (4 aprile 2008 – 21 maggio 2012)
- Wiet de Bruijn (21 maggio 2012 – 14 giugno 2014, copresidente)
- Robert Reibestein (21 maggio 2012 – 14 giugno 2014, copresidente)
- Jeannette Baljeu (14 giugno 2014 – 20 maggio 2017)
- Eric Wetzels (20 maggio 2017 – 20 maggio 2020)
- Onno Hoes (20 maggio 2020 – 8 ottobre 2022)
- Eric Wetzels (dal 8 ottobre 2022)

### Presidenti dei gruppi parlamentari

#### Eerste Kamer
- Anthonie Nicolaas Molenaar (24 gennaio 1948 – 21 novembre 1958†)
- Harm van Riel (23 dicembre 1958 – 3 giugno 1976)
- Haya van Someren (3 giugno 1976 – 12 novembre 1980†)
- Guus Zoutendijk (25 novembre 1980 – 23 giugno 1987)
- David Luteijn (23 giugno 1987 – 13 giugno 1995)
- Frits Korthals Altes (13 giugno 1995 – 11 marzo 1997)
- Leendert Ginjaar (11 marzo 1997 – 14 settembre 1999)
- Nicoline van den Broek (14 settembre 1999 – 1º maggio 2005)
- Uri Rosenthal (1º maggio 2005 – 14 ottobre 2010)[8]
- Fred de Graaf (14 ottobre 2010 – 22 febbraio 2011)[9]
- Loek Hermans (22 febbraio 2011 – 3 novembre 2015)[10]
- Helmi Huijbregts-Schiedon (3 novembre 2015 – 24 novembre 2015)
- Annemarie Jorritsma (24 novembre 2015 – 13 giugno 2023)[11]
- Edith Schippers (dal 13 giugno 2023)

#### Tweede Kamer
- Pieter Oud (27 luglio 1948 – 16 maggio 1963)
- Roelof Zegering Hadders (16 maggio 1963 – 2 luglio 1963)
- Edzo Toxopeus (2 luglio 1963 – 24 luglio 1963)
- Molly Geertsema (24 luglio 1963 – 12 marzo 1966)
- Edzo Toxopeus (12 marzo 1966 – 1º ottobre 1969)
- Molly Geertsema (1º ottobre 1969 – 6 luglio 1971)
- Hans Wiegel (6 luglio 1971 – 19 dicembre 1977)
- Koos Rietkerk (19 dicembre 1977 – 25 agosto 1981)
- Hans Wiegel (25 agosto 1981 – 20 aprile 1982)
- Ed Nijpels (20 aprile 1982 – 9 luglio 1986)
- Joris Voorhoeve (9 luglio 1986 – 30 aprile 1990)
- Frits Bolkestein (30 aprile 1990 – 30 luglio 1998)
- Hans Dijkstal (30 luglio 1998 – 23 maggio 2002)
- Gerrit Zalm (23 maggio 2002 – 27 maggio 2003)
- Jozias van Aartsen (27 maggio 2003 – 8 marzo 2006)
- Willibrord van Beek (8 marzo 2006 – 29 giugno 2006)
- Mark Rutte (29 giugno 2006 – 8 ottobre 2010)
- Stef Blok (8 ottobre 2010 – 20 settembre 2012)
- Mark Rutte (20 settembre 2012 – 1º novembre 2012)
- Halbe Zijlstra (1º novembre 2012 – 23 marzo 2017)[12]
- Mark Rutte (23 marzo 2017 – 13 ottobre 2017)[13]
- Halbe Zijlstra (13 ottobre 2017 – 25 ottobre 2017)
- Klaas Dijkhoff (25 ottobre 2017 – 31 marzo 2021)
- Mark Rutte (31 marzo 2021 – 10 gennaio 2022)
- Sophie Hermans (10 gennaio 2022 – 9 dicembre 2023)
- Dilan Yeşilgöz-Zegerius (dal 9 dicembre 2023)

## Risultati elettorali
| Elezione         | Voti      | %     | Seggi    | Posizione   |
| ---------------- | --------- | ----- | -------- | ----------- |
| Legislative 1948 | 391 908   | 7,94  | 8 / 100  | Maggioranza |
| Legislative 1952 | 471 040   | 8,83  | 9 / 100  | Opposizione |
| Legislative 1956 | 502 530   | 8,77  | 9 / 100  | Opposizione |
| Legislative 1959 | 732 658   | 12,21 | 19 / 150 | Maggioranza |
| Legislative 1963 | 643 820   | 10,29 | 16 / 150 | Maggioranza |
| Legislative 1967 | 738 202   | 10,73 | 17 / 150 | Maggioranza |
| Legislative 1971 | 653 370   | 10,34 | 16 / 150 | Maggioranza |
| Legislative 1972 | 1 068 375 | 14,45 | 22 / 150 | Opposizione |
| Legislative 1977 | 1 492 689 | 17,95 | 28 / 150 | Maggioranza |
| Legislative 1981 | 1 505 311 | 17,32 | 26 / 150 | Opposizione |
| Legislative 1982 | 1 900 763 | 23,08 | 36 / 150 | Maggioranza |
| Legislative 1986 | 1 596 991 | 17,41 | 27 / 150 | Maggioranza |
| Legislative 1989 | 1 295 402 | 14,57 | 22 / 150 | Opposizione |
| Legislative 1994 | 1 792 401 | 19,96 | 31 / 150 | Maggioranza |
| Legislative 1998 | 2 124 971 | 24,69 | 38 / 150 | Maggioranza |
| Legislative 2002 | 1 466 722 | 15,44 | 24 / 150 | Maggioranza |
| Legislative 2003 | 1 728 707 | 17,91 | 28 / 150 | Maggioranza |
| Legislative 2006 | 1 443 312 | 14,67 | 22 / 150 | Opposizione |
| Legislative 2010 | 1 929 575 | 20,49 | 31 / 150 | Maggioranza |
| Legislative 2012 | 2 504 948 | 26,58 | 41 / 150 | Maggioranza |
| Legislative 2017 | 2 238 351 | 21,29 | 33 / 150 | Maggioranza |
| Legislative 2021 | 2.279.130 | 21,87 | 34 / 150 | Maggioranza |
| Legislative 2023 | 1.549.725 | 15,20 | 24 / 150 | Maggioranza |

| Elezione     | Voti      | %     | Seggi  |
| ------------ | --------- | ----- | ------ |
| Europee 1979 | 914 787   | 16,14 | 4 / 25 |
| Europee 1984 | 1 002 685 | 18,93 | 5 / 25 |
| Europee 1989 | 714 745   | 13,63 | 3 / 25 |
| Europee 1994 | 740 443   | 17,91 | 6 / 31 |
| Europee 1999 | 698 050   | 19,69 | 6 / 31 |
| Europee 2004 | 629 198   | 13,20 | 4 / 27 |
| Europee 2009 | 518 643   | 11,39 | 3 / 25 |
| Europee 2014 | 571 176   | 12,02 | 3 / 26 |
| Europee 2019 | 805 100   | 14,64 | 4 / 26 |